# 山西惠丰机电
山西北方惠丰机电有限公司，前身是抗日战争时期八路军于1938年9月在山西省榆社县韩庄村成立的八路军总部修械所，即后来在黎城县创建的黄崖洞兵工厂，1952年，迁建于长治市，定名为山西惠丰机械厂(国营304厂)。现隶属于中国兵器工业集团公司。

## 主要产品
- 惠丰型材
- 惠丰钻夹
- 灭虫弹
- 装药车
- 装药器
- 地面站

## 历史沿革
| 1938年9月 | 韩庄村 | 八路军总部修械所         |
|           | 黎城县 | 黄崖洞兵工厂             |
| 1952年    | 长治市 | 山西惠丰机械厂(304厂)    |
| 2004年    | 长治市 | 山西北方惠丰机电有限公司 |